# San Marino na Letnich Igrzyskach Olimpijskich 1988
Reprezentacja San Marino na Letnich Igrzyskach Olimpijskich 1988 w Seulu składała się z dwóch pływaków.
Był to szósty start San Marino jako niepodległego państwa na letnich igrzyskach olimpijskich. Wcześniej startowali w 1960 w Rzymie, a następnie po ośmiu latach w Meksyku. Od tamtego czasu zawodnicy z San Marino startują nieprzerwanie.

## Reprezentanci

### pływanie
- Filippo Piva
  - 50 metrów stylem dowolnym mężczyzn
  - 100 metrów stylem dowolnym mężczyzn
  - 100 metrów stylem grzbietowym
- Michele Piva
  - 50 metrów stylem dowolnym mężczyzn
  - 100 metrów stylem dowolnym mężczyzn
  - 100 metrów żabką mężczyzn